# 線稠
代数幾何学における線稠（せんちゅう、line complex; 直線榛）はグラスマン多様体 G(2, 4)（をプリュッカー座標系で射影空間 P5 に埋め込んだもの）と超曲面との交叉として定義される三次元多様体である。これが線稠と呼ばれるのは G(2, 4) の各点が P3 内の直線に対応することによるもので、それゆえ線稠は P3 内の直線の三次元族と見なすことができる。特に考える超曲面の次数が一次または二次のとき、それぞれ一次線稠 (linear line complex) または二次線稠 (quadric line complex) と言い、ともに有理代数多様体である。